# Arcipreste
Arcipreste (do latim tardio archipresbyter) ou arquipresbítero é, originalmente, o título dado ao decano entre os presbíteros. Na antiga legislação eclesiástica, o arcipreste atuava como assistente ou substituto do bispo na direção de suas principais funções. Na Inglaterra, entre o final do século XVI e início do XVII, era o título dado ao superior de ordem secular que exercia suas funções nas dioceses.
Equivale ao vigário forâneo ou vigário da vara. Portanto, o arcipreste tem, no arciprestado, as mesmas funções que o vigário forâneo ou vigário da vara tem na vigararia, ou que o ouvidor tem na ouvidoria.

## Igrejas Orientais

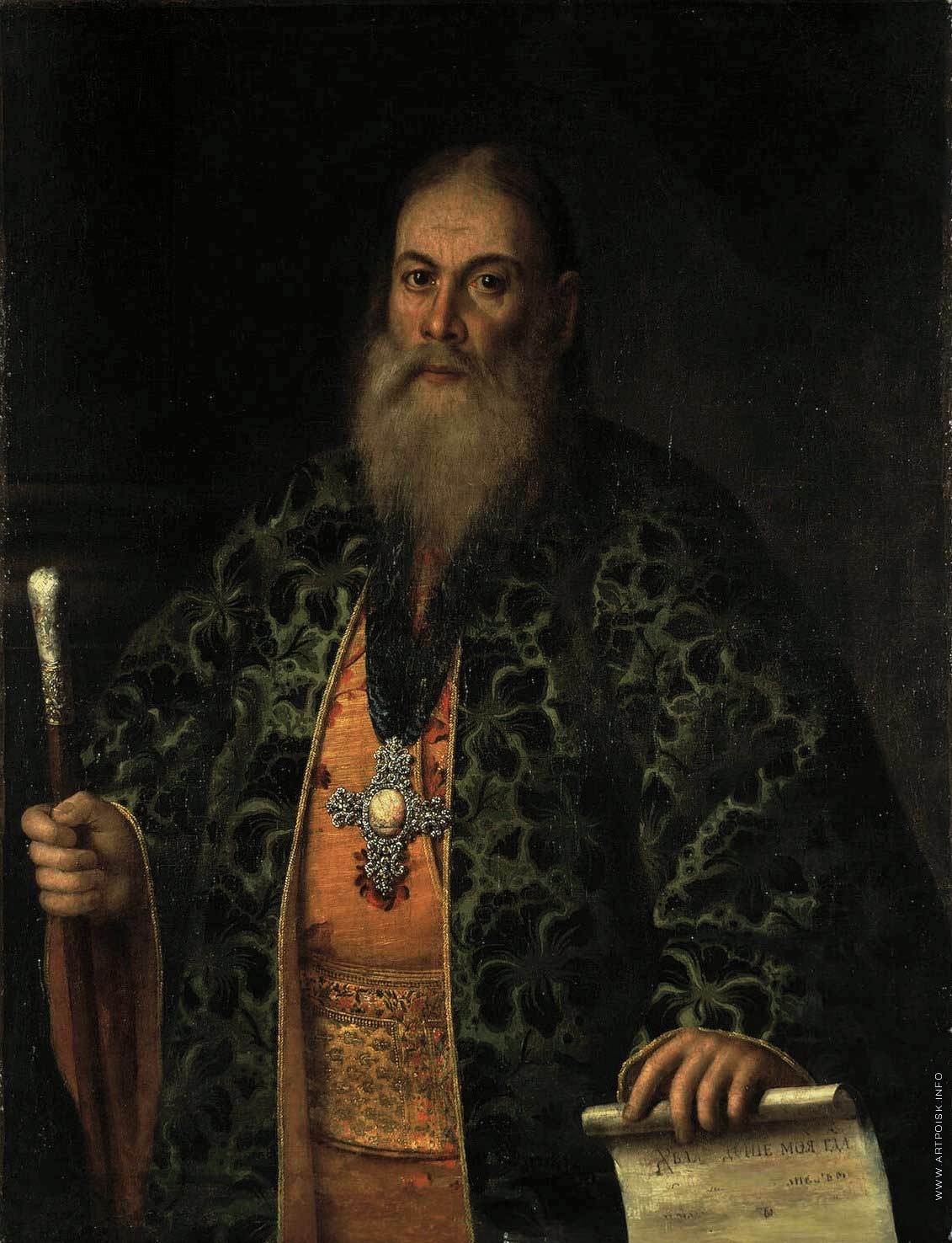
Retrato do arcipreste russo Teodoro Dubianski, confessor das Imperatrizes Isabel e Catarina II (Alexei Antropov, 1761).

Nas Igrejas orientais, sejam elas ortodoxas ou católicas, arcipreste é um título honorífico dado a sacerdotes casados, seja por relevantes serviços prestados, quanto por maturidade etária. Para os sacerdotes celibatários há o título de arquimandrita.